# Iura
Gli iura erano nel diritto romano princípi estrapolati dagli Editti pretorii o da opere di giureconsulti celebri del passato che, specialmente gli ultimi, se espressi su previa autorizzazione del princeps (respondendi auctoritate), avrebbero avuto efficacia di legge, almeno da quanto riporta Gaio.
Gli iura non furono mai messi in crisi dalla sempre più frequente e pesante presenza dei monarchi, ma al massimo adattati alle determinate esigenze del periodo. Fino a che non furono organizzati nel Digesto da Giustiniano, operavano in maniera separata dalle comuni leges. 

## Primo tentativo di disciplina sotto Valentiniano III
La continua evoluzione storica approdò tuttavia ad una situazione del tutto confusionaria, a tal punto che nel 426 l'imperatore Valentiniano III indirizzò al Senato di Roma una legge delle citazioni inserita poi nel Codice Teodosiano da Teodosio II, nella quale si stabiliva che avessero valore vincolante le opinioni di Papiniano, Paolo, Gaio, Ulpiano e Modestino: in particolar modo se tutti erano d'accordo, era direttamente vincolante; se c'erano delle discrasie, prevaleva l'opinione della maggioranza; se non prevaleva l'opinione di un gruppo, si seguiva quanto affermava Papiniano. I pareri degli altri giuristi che non facevano parte di questa "corte virtuale", erano vincolanti solo se menzionati dai predetti giuristi e se si provava l'originalità della fonte.
Nel periodo del basso Impero, pertanto, l'uso degli iura fu ristretto e disciplinato a dovere, anche se comunque sempre assai diffuso. Tra le opere che più erano in auge sicuramente vanno ricordate le Pauli receptae sententiae del grande Paolo, che tuttavia subirono sette trascrizioni e ad oggi si discute un eventuale stravolgimento nel corso del tempo. Importantissime e celeberrime anche le Insitutiones di Gaio, scritte nel II secolo e riportate nel Liber Gai attraverso i secoli.